# 烏克蘭鰍
烏克蘭鰍為輻鰭魚綱鯉形目鰍科的其中一種，為溫帶淡水魚，分布於歐洲烏克蘭淡水流域，為特有種，體長可達6公分，棲息在沙泥底質的溪流及湖泊底層水域，生活習性不明。

## 扩展阅读
維基物種上的相關：烏克蘭鰍